# Werner-Seelenbinder-Halle

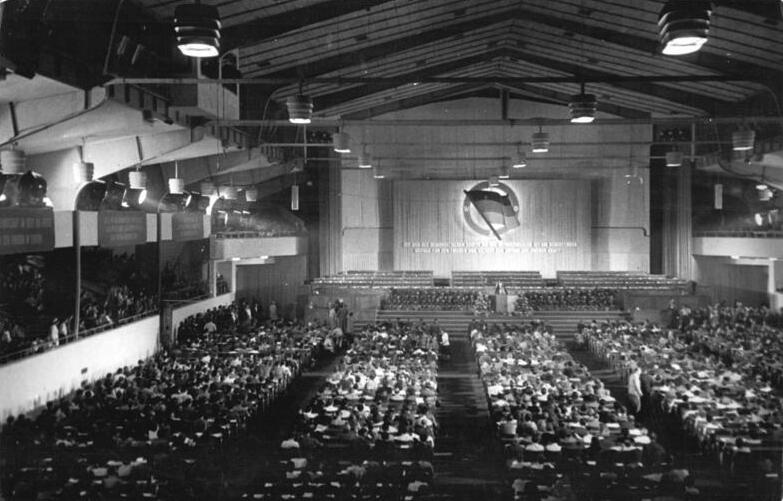
Inneres der Sporthalle während des gesamtdeutschen Nationalkongresses der Nationalen Front, 26. August 1950

Die im Mai 1950 in Ost-Berlin eröffnete Werner-Seelenbinder-Halle war eine der wichtigsten Sportstätten der DDR. Sie befand sich an der Paul-Heyse-Straße 26 im damaligen Stadtbezirk Prenzlauer Berg. Die Halle wurde 1992 abgerissen. Heute befinden sich auf ihrem Gelände das Velodrom und die Schwimm- und Sprunghalle im Europasportpark. Eine Nebenhalle des Velodroms trägt seit den 2020er Jahren den Namen Seelenbinderhalle.
Die Werner-Seelenbinder-Halle entstand durch Umbau einer alten Großmarkthalle des Zentralvieh- und Schlachthofes in Vorbereitung des 1. Deutschlandtreffens der Jugend. Ihren Namen erhielt sie nach dem Berliner Widerstandskämpfer gegen den Nationalsozialismus und Ringer Werner Seelenbinder.

## Nutzung der Halle

### Prinzipien
Die Halle wurde für politische Veranstaltungen, Konzerte, Messen und Sportereignisse genutzt. Sie wurde 1966/67 umgebaut, danach dominierte der Charakter einer Sporthalle. Die dortige Radrennbahn wurde in jedem Jahr für die dort stattfindenden Bahnradrennen eingebaut. Sie hatte eine Länge von 171 Metern, eine Breite von sechs Metern und eine Kurvenüberhöhung von 51 Grad.

### Sport

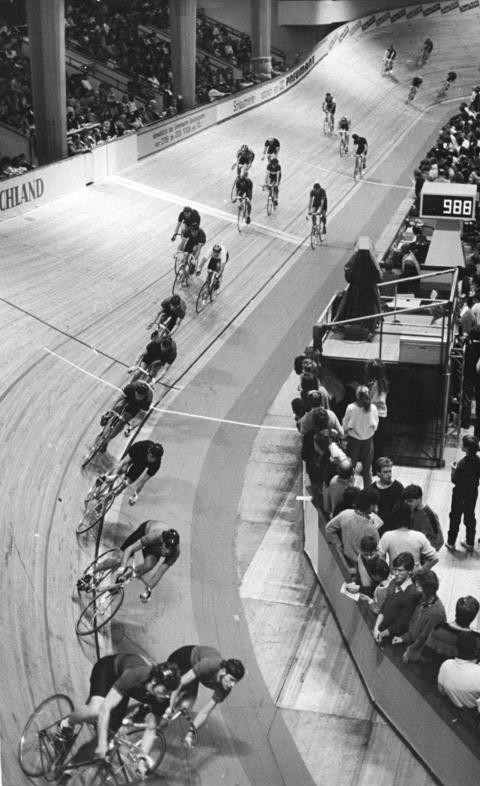
Bahnradrennen „1001 Runden“ in der Halle, 1988

- Radrennbahn für die Ost-Berliner Winterbahnrennen (Winterbahnsaison von November bis März)[3]
- Eishockeyhalle und Austragungsort der Eiskunstlauf-Ausscheidungen für die Olympischen Spiele
- Kurzbahn für Eisschnelllauf
- Trainingsstätte des TSC Berlin (Eishockey)
- Trainings- und Wettkampfhalle Turnen
- Austragungsort von DDR-Meisterschaften in verschiedenen Sportarten
- Austragungsort von Boxturnieren (TSC-Turnier)
- Austragungsort von Handballturnieren (Neujahrsturnier) und der Finalspiele der DDR-Hallenhandball-Meisterschaft bis zur Einführung  der eingleisigen Oberliga 1964
- Spielstätte bei den Hallenhandball-Weltmeisterschaften 1958 und 1974 (Vorrunde, Zwischenrunde und Finalspiele)
- Austragungsort der Heimspiele der BSG Rotation Prenzlauer Berg (Handball)

### Konzerte
Obwohl die Halle keine typische Konzerthalle war, wurde sie auch als solche genutzt, beispielsweise als eine Spielstätte des von der FDJ jährlich veranstalteten internationalen Festivals des politischen Liedes.
Vom 9. bis 12. März 1987 gab Peter Maffay hier vier Konzerte; ein Mitschnitt wurde am 5. April 1987 im DDR-Fernsehen gezeigt und am 26. April 2004 unter dem Namen Peter Maffay – Live ’87 als DVD veröffentlicht.
Zu den Künstlern, die hier in den letzten Jahren der DDR auftraten gehörten außerdem Solomon Burke, The Neville Brothers, Shakin’ Stevens (jeweils März 1987), Luther Allison (Oktober 1987), James Brown (Juni 1988), Heinz Rudolf Kunze (Februar 1989), Kool & the Gang (März 1989).
Im Jahr 1988 fanden (siehe dazu weiter: Radrennbahn Weißensee) drei bedeutende Gastkonzerte in der DDR statt: Am 7. März 1988 spielte die britische Band Depeche Mode zum 42. „Geburtstag“ der FDJ. Am 2. Juli 1988 traten hier The Wedding Present und Jonathan Richman, die West-Berliner Band Marquee Moon, die polnische Gruppe Voo Voo und einheimische Bands wie Feeling B, Der Expander des Fortschritts und Mad Affaire auf.
Am 1. und 2. Oktober 1988 gab der West-Berliner Sänger Rio Reiser zwei Konzerte in der (mit jeweils 6000 Zuschauern ausverkauften) Halle.
Auch während der friedlichen Revolution in der DDR und nach der Deutschen Einheit wurde die Halle weiter für Konzerte internationaler Künstler genutzt, u. a. von Tangerine Dream (20. Februar 1990), Suzanne Vega (19. November 1990), Motörhead (3. März 1991), The Sisters of Mercy (10. Mai 1991), UB40 (11. Mai 1991) und The Pogues (4. November 1991). Am 4. März 1990 fand in der mit 7000 Zuschauern ausverkauften Halle und den Bands Kreator, Tankard, Sabbat und Coroner das größte Thrash-Metal-Konzert in der DDR statt.

### Politik
In der Halle fanden sechs Parteitage der SED (zwischen 1950 und 1971) und Kongresse der DDR-Massenorganisationen (FDJ, FDGB, DTSB) statt, ebenso 1975 der Weltkongress der IDFF.